# Lễ hội Hạn Khuống
Lễ hội Hạn Khuống là một lễ hội của người đồng bào dân tộc Thái, Tây Bắc là một hình thức sinh hoạt văn hóa truyền thống, bao gồm nhiều thể loại (hát, kể chuyện) trong khung cảnh ấm cúng và tao nhã.

## Thời gian
Thường được tổ chức sau vụ thu hoạch vào tháng 11 hàng năm.

## Tổ chức
Được tổ chức trên khoảng đất rộng ở bản, thanh niên nam nữ dựng sàn, sàn cao khoảng 1,5m, có hàng rào bao quanh bằng phên mắt cáo, chỉ có một cửa ra vào. Cuộc vui mở vào đêm bên đống lửa sàn. Thanh niên, nam nữ đến hát hò, làm quen, vui chơi, thi tài... Nam nữ hát đối đáp với nhau đến sáng mới chia tay nhau. Đêm hôm sau họ lại tiếp tục ca hát, vui đùa, trò chuyện.

## Nhà các cô gái
Lễ hội này do nhà các cô gái tổ chức. Thực ra đây là một cuộc vui để tìm hiểu bạn đời sau đó chia tay về nhà chồng. Chính vì vậy, Hạn Khuống đã để lại biết bao kỷ niệm và ấn tượng đẹp của một thời trẻ trung sôi nổi.